# Björklinge
Björklinge – miejscowość (tätort) w Szwecji, w regionie administracyjnym (län) Uppsala (gmina Uppsala).
Miejscowość jest położona w prowincji historycznej (landskap) Uppland ok. 20 km na północ od Uppsali nad jeziorem Långsjön. Na wschód od miejscowości przebiega trasa E4.
W Björklinge znajduje się kościół parafialny pochodzący z początku XIV w.
W 2010 roku Björklinge liczyło 3269 mieszkańców.